# ディーゼル (ファッションブランド)

ロゴ

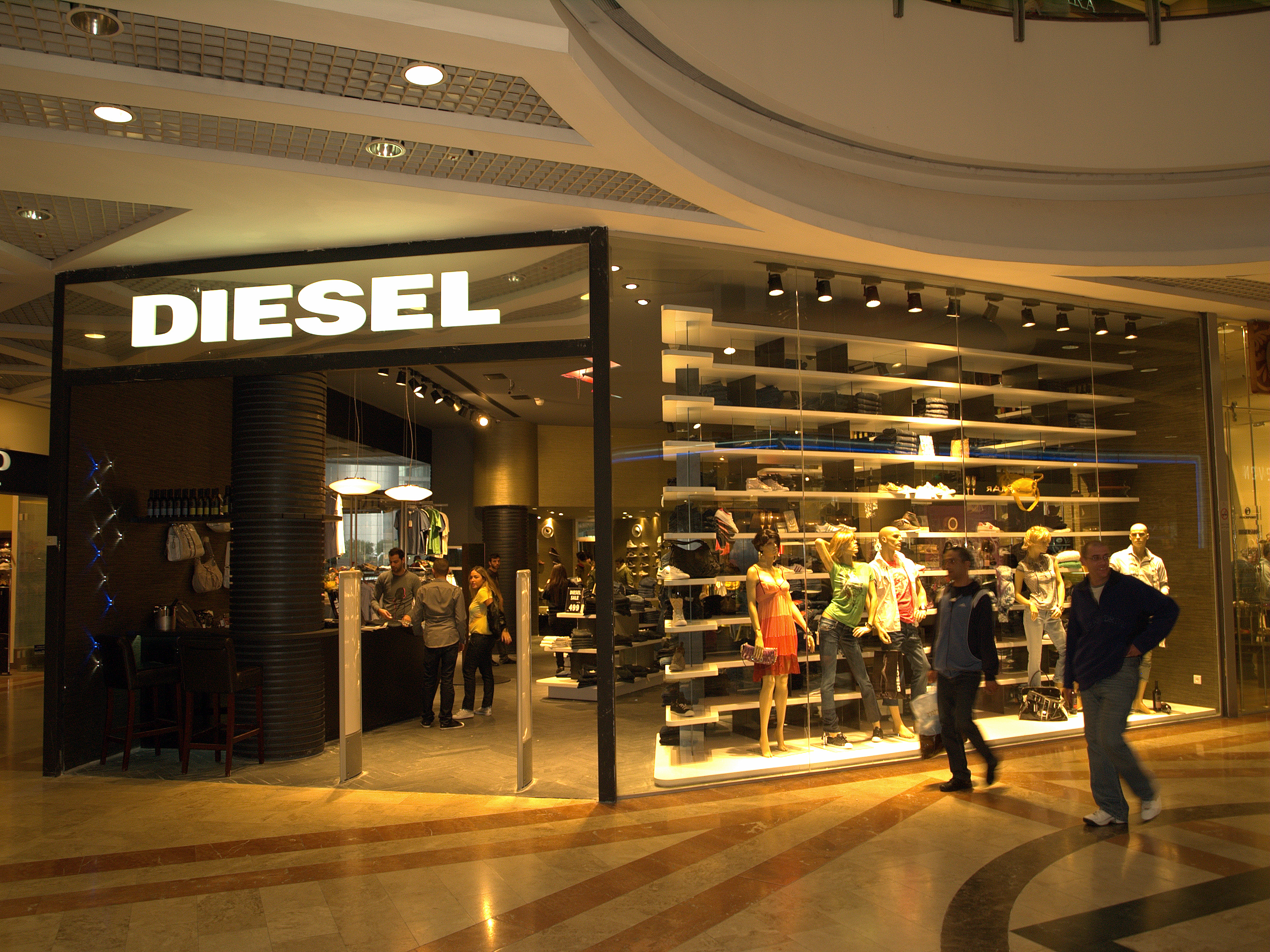
テルアビブの店舗

ディーゼル (Diesel S.p.A.) は、同名のファッションブランドを展開するイタリアのアパレルメーカー。略称：DSL。1978年にレンツォ・ロッソによって創立され、イタリア北東部の都市モルヴェーナに拠点を置く。
創業者のレンツォ・ロッソが代表を務めるオンリー・ザ・ブレイブ社の系列にある。デニムウェア、家具・雑貨製品が主力商品として知られている。

## 沿革
1978年にレンツォ・ロッソとAGジーンズ社のアドリアーノ・ゴールドシュミットによって設立された。複数のブランドが集まるグループ中の一つとしてディーゼルは立ち上がった。
1979年にメンズコレクションを発表し、1984年にキッズラインをスタート。
その後1985年にレンツォが会社の裁量権を獲得、ジーニアスグループ内でも一番愛着があったディーゼルに専念するため完全に独立する。1989年にレディースラインを発表。1991年より国外展開を開始し、1994年には、セカンドラインの「フィフティファイブDSL（55DSL）」をスタートさせる。1996年にアメリカ合衆国のニューヨーク・レキシントン通りに初の旗艦店がオープンした。日本においても、デパートを中心に各地で店舗を展開している。
同社が取り扱うデニムジーンズの製造はイタリア本国で行っている。また、国外法人として、ヨーロッパ・アジア・アメリカ大陸に17の支社を持つ。2002年には、シャネルのカリスマデザイナーとしても有名な「カール・ラガーフェルド（Karl Lagerfeld）」とコラボレーションして、「ラガーフェルド・ギャラリー・バイ・ディーゼル」を発表。2005年の資料では年間売上がおよそ12億ユーロにまで上っている。
2008年には、「アディダス・オリジナルス(adidas Originals)」ともコラボして、「アディダス・オリジナルス・デニム・バイ・ディーゼル」を開始。
メインの「DIESEL」ブランドの他、ニューヨークコレクション出展の「ディーゼル・ブラック・ゴールド」、兄弟ブランドとして「55DSL」も展開している。
なお、ブランド名は、「ディーゼル燃料のように世の中を活気づけたい」との思いから名付けられたという。
クリエイティブディレクターは、「ディーゼル」がニコラ・フォルミケッティ、「ディーゼル・ブラック・ゴールド」がアンドレアス・メルボスタッド。

## 展開商品
- デニム、ボストンバッグ、セカンドバッグ、ショルダーバッグ、トートバッグ、ハンドバッグ、ビジネスバッグ、アタッシュケース、スーツケース、キャリーケース、バックバック、ウエストバッグ、エコバッグ、ポーチ、クラッチバッグといったバッグ類
- 長財布、二つ折り財布、コインケース、マネークリップ、キーケース、名刺・カードケース、携帯ストラップといった財布類
- ブーツ、パンプス、サンダル、ビジネスシューズ、スニーカー、レインブーツといった靴類
- ネックレス・ペンダント、ピアス・イヤリング、ブレスレット、リングといったアクセサリー類

などといった様々な商品が幅広く存在している。